# Шалухин, Станислав Петрович
Станислав Петрович Шалухин (1 марта 1952 года — 2 июля 2002 года) — поэт, музыкант, журналист, переводчик. Член Союза писателей РБ (2000).

## Биография
Станислав Петрович Шалухин родился 1 марта 1952 года в Уфе.
После школы, в 1969—1970 годах, работал автослесарем. Отслужил два года в армии и поступил в БГУ (ныне Уфимский университет науки и технологий). В 1977 году окончил филологический факультет Башкирского государственного университета (ныне Уфимский университет науки и технологий) по специальности «журналистика».
По окончании университета работал корреспондентом газеты «Ленинец», в 1980—1986 годах — редактором в Башкирском книжном издательстве, затем учителем средней школы, начальником отдела рекламы коммерческой фирмы, журналистом, с 1999 года — заведующий отделом поэзии литературно-художественного журнала «Бельские просторы».
Писать стихи начал во время службы в армии, печатать — с 1970 года. Публиковался в университетской газете, в альманахе «Тропинка», в коллективном сборнике «Орбита» (1980), в журналах «Литературная учёба», «Бельские просторы», «Орбита», газете «Вечерняя Уфа».
Писал стихи и прозу (роман «Грушенька»), играл на гитаре. Записал в 2001 году компакт-диск своих песен. Выступал в Башкирской государственной филармонии, читая свои стихи и исполняя написанные на них песни. Занимался переводами с башкирского языка стихотворений поэтессы Зульфии Ханнановой.
В 1990—1995 годах работал депутатом Уфимского горсовета.
Станислав Петрович Шалухин погиб 2 июля 2002 года в ДТП у Затонского моста в Уфе.

### Семья
Жена, Маргарита Георгиевна Шалухина — педагог, Президент ассоциации «Народная медицина Башкортостана».
Сын, Андрей Станиславович Шалухин — музыкант, один из основателей и бывший участник хип-хоп группы Via Chappa.
Дочь, Элла Станиславовна Шалухина — поэтесса, писатель, руководитель Компании «Водоканал-Инвест-Консалтинг», живёт и работает в Москве.
Дочь, Ольга Станиславовна Шалухина — психолог, живёт и работает в Уфе.
Стихи поэта переводила на башкирский язык поэтесса Тамара Ганеева.

## Произведения
«Какой неведомой ценой,

в какое тайное мгновенье

младенец, розовый, земной,

заплатит за своё рожденье?

Лишь уходящий в мир иной

поймёт у смертного причастья,

какою страшною ценой

даётся неземное счастье…

над миром жалких небылиц,

где правит злоба и разруха,

в мирах сияющих частиц

и Человеческого Духа».
Сборники стихов: «Посвящение» (Башкирское книжное издательство, 1985 год), «Душа, идущая ко мне» (издательство «Скиф», 2000), «Посвящение II».